# 阿德萊德 (加利福尼亞州)
阿德萊德（英語：Adelaida）是位於美國加利福尼亞州聖路易斯-奧比斯保縣的一個非建制地區。該地的面積和人口皆未知。

## 地理
阿德萊德的座標為35°38′44″N 120°52′25″W / 35.64556°N 120.87361°W，而該地的平均海拔高度為428米（即1404英尺）。